# Mert Çakar
Mert Çakar (* 26. April 1992 in Bergama, İzmir) ist ein türkischer Fußballspieler.

## Karriere
Çakar begann mit dem Fußball bei Bergama Belediyespor, welcher in seiner Heimatstadt İzmir liegt. Bis zum Alter von 15 Jahren spielte er dort, um dann zur Jugendabteilung von Denizlispor zu wechseln. 2011 bekam er seinen ersten professionellen Vertrag bei Denizlispor. Um Spielpraxis zu sammeln, wechselte Çakar zu Çamlıdere Şekerspor und spielte hier auch in der dritten Liga, der TFF 3. Lig. Hier blieb er zwei Spielzeiten und wechselte im Frühjahr 2013 zu seinem vorherigen Verein Denizlispor.
Sein Debüt in der zweiten türkischen Liga gab er in der Saison 2012/13 gegen TKİ Tavşanlı Linyitspor, als er in der 87. Minute eingewechselt wurde.